# Institut für Weltraumforschung der Russischen Akademie der Wissenschaften
Das Institut für Weltraumforschung der Russischen Akademie der Wissenschaften (russisch Институт космических исследований Российской Академии Наук (ИКИ РАН), IKI RAN) ist die Forschungseinrichtung der Russischen Akademie der Wissenschaften für Weltraumforschung.
Das Institut forscht auf den Gebieten der Astrophysik, der Planeten, der Sonnenphysik, der Sonne-Erd-Beziehung, des kosmischen Plasmas und der nichtlinearen Geophysik. Zusammen mit der Russischen Akademie der Wissenschaften und der russischen Raumfahrtagentur Roskosmos führt das IKI wissenschaftliche Weltraumforschungsprogramme durch. Zudem entwickelt und testet es neue Raumfahrttechnologien.
Ursprünglich wurde das Institut am 15. Mai 1965 in der Sowjetunion durch den Erlass #392-147 des Ministerrats der UdSSR als Institut für Weltraumforschung der Akademie der Wissenschaften der UdSSR (russisch ИКИ АН СССР, IKI AN SSSR) gegründet. Im Jahr 1992 erfolgte die Umbenennung. Das Institut ist in Moskau angesiedelt und hat 290 wissenschaftliche Mitarbeiter.

## Direktoren
1. Georgi Petrow (1965–1973)
2. Roald Sagdejew (1973–1988)
3. Albert Galejew (1988–2002)
4. Lew Seleni (2002–2018)
5. Anatoli Petrukowitsch (seit 2018)

## Forschungsschwerpunkte
Das Institut widmet sich speziell folgenden Problemen:
- Hochenenergieastrophysik
- Planetologie
- kosmisches Plasma
- Interplanetares Medium und Sonnenwind
- Erderforschung
- Optische Physik
- Satellite Situation Center
- Russisches Weltraumerforschungsinternet
- Datenarchivierung